# Корсунь-Шевченківський парк
49°24′52.5″ пн. ш. 31°15′55″ сх. д. / 49.414583° пн. ш. 31.26528° сх. д.

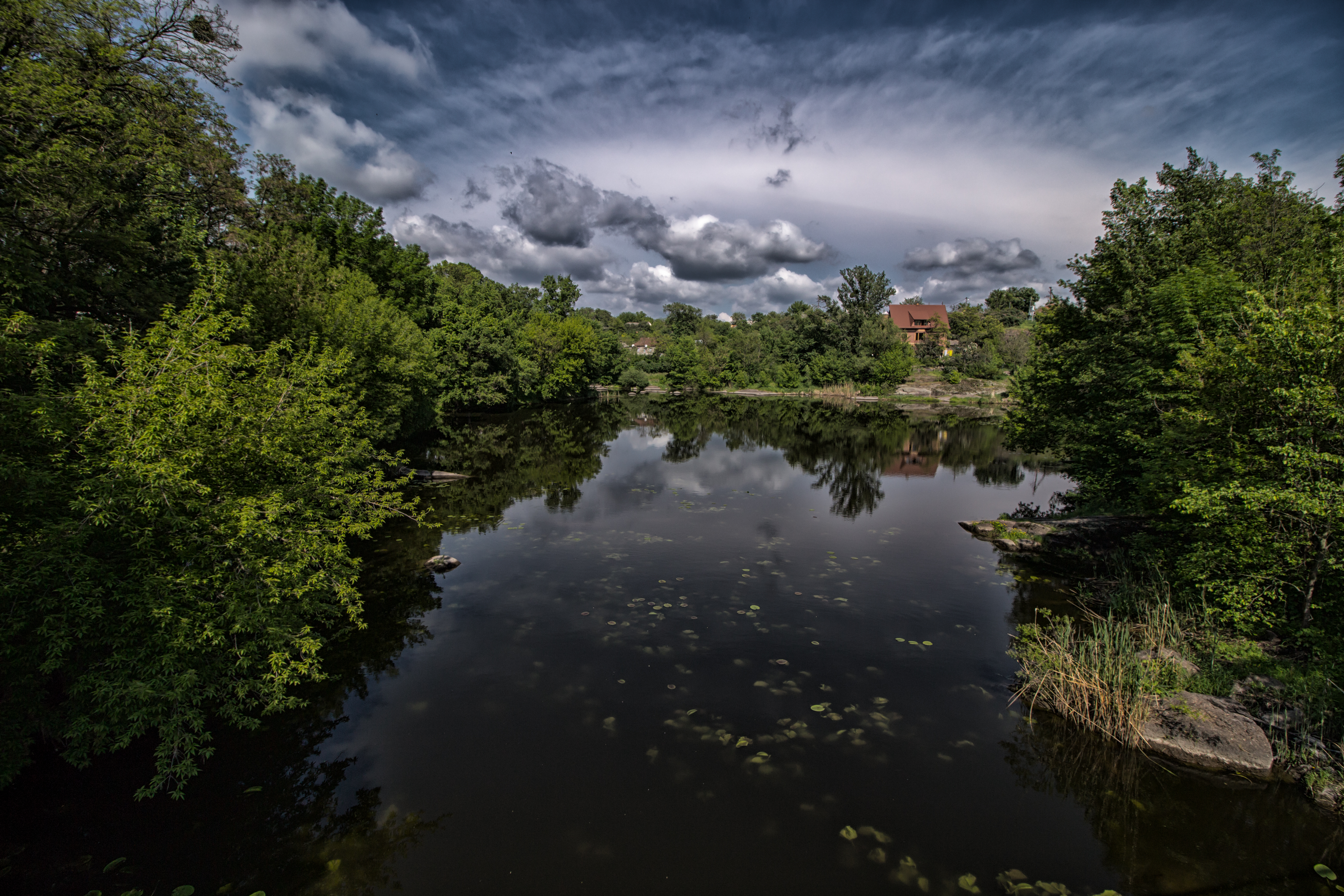
У Корсунь-Шевченківському парку, вересень 2016 року

Ко́рсунь-Шевче́нківський парк — парк-пам'ятка садово-паркового мистецтва загальнодержавного значення у місті Корсуні-Шевченківському Черкаської області.
Охоронний режим встановлено як об'єктові природно-заповідного фонду Постановою Ради Міністрів УРСР від 29.01.1960 р. № 105, сучасний статус — з 1972. Площа 97 га. З 1994 парк входить до складу Корсунь-Шевченківського державного історико-культурного заповідника.

## Історія
Парк закладений 1782 р. для власника Корсунського староства князя Станіслава Понятовського архітектором Жаном-Анрі Мюнцем у стилі англійських пейзажних парків. У 1783 закладено парк з оранжереями, виноградниками, плантацією шовковиці. У 1785–1789 споруджено палац. У 1799 Корсунський палац і парк викупив цар Павло І і подарував князю П. В. Лопухіну. Парк поповнили рідкісними породами дерев, прикрасили мармуровими статуями, містками. Він не має чітко окресленої осьової композиції, характерної для російської школи садово-паркового мистецтва. Композицію сформовано шляхом використання первісного ландшафту: могутніх груп обкатаного каміння, бурхливої та спокійної води, перекатів, гранітних скель. Пізніші власники парку, рід Лопухіних, доповнили та розвинули садово-парковий ансамбль та перебудували палац та паркові споруди.

## Характеристика парку

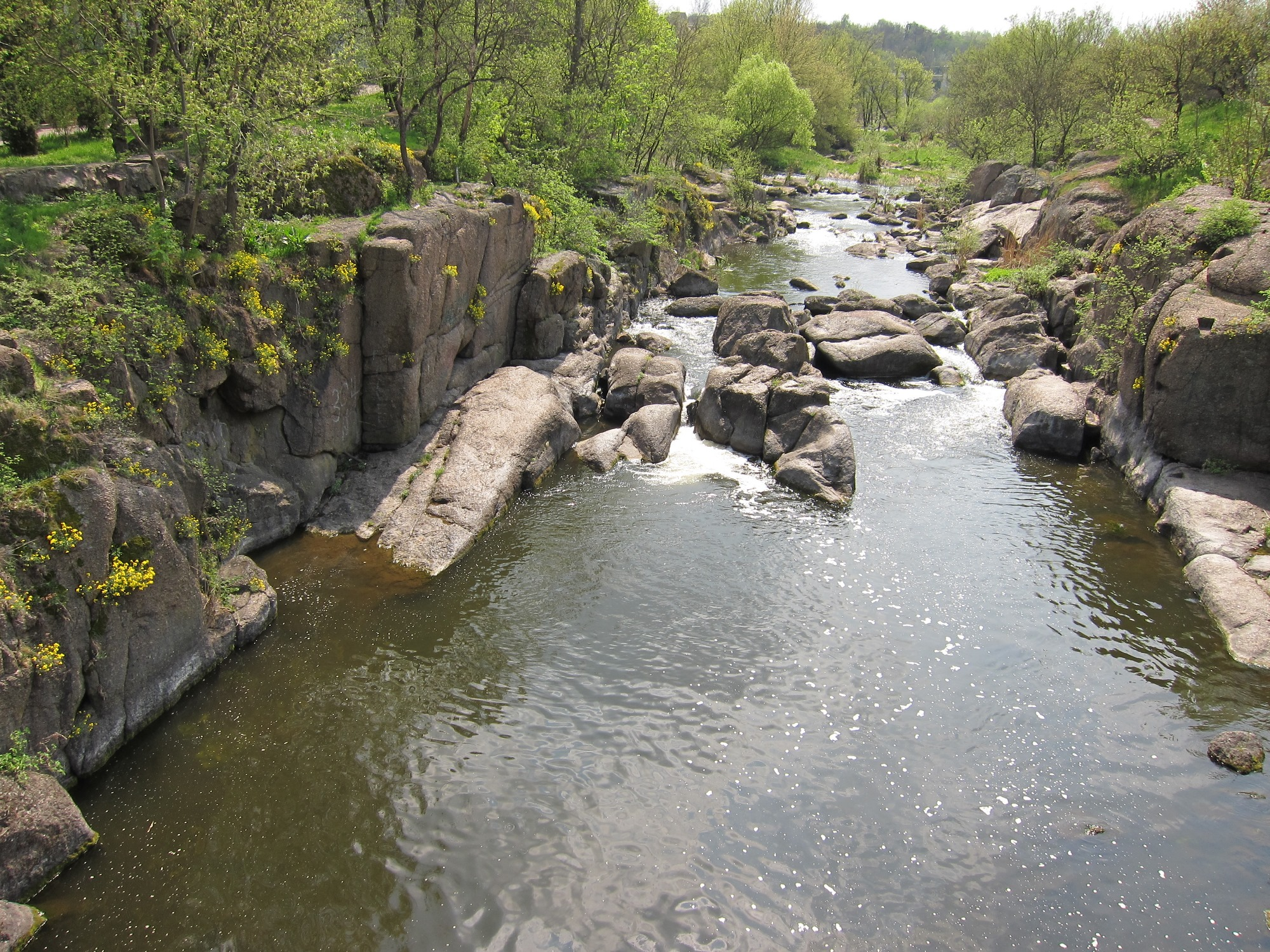
Річка Рось у Корсунь-Шевченківському парку

Парк не має чітко окресленої осьової композиції. Займає територію понад 100 га, має численні алеї і доріжки.
Парк розташований на трьох островах та правому березі річки Росі. Мости з'єднують острови між собою та з берегами річки. Береги скелясті, річку перетинають пороги. Парк створювали на основі широколистяного пралісу, тому в насадженнях переважають місцеві породи: дуб черешчатий, липа дрібнолиста, клен гостролистий тощо. Екзотичні рослини: гінкго дволопатеве, гіркокаштан звичайний, ялини звичайні і колюча, сосна Веймутова, сосна кримська, ялиця, коркове дерево амурське, софора японська тощо. У парку ростуть вікові дерева: сосна звичайна (вік понад 200 років), дуби, в'язи, липи, яким понад 100 років. Насадження парку налічують 57 видів і культиварів деревних рослин.
У парку росте Каштан Т. Г. Шевченка.

## Галерея

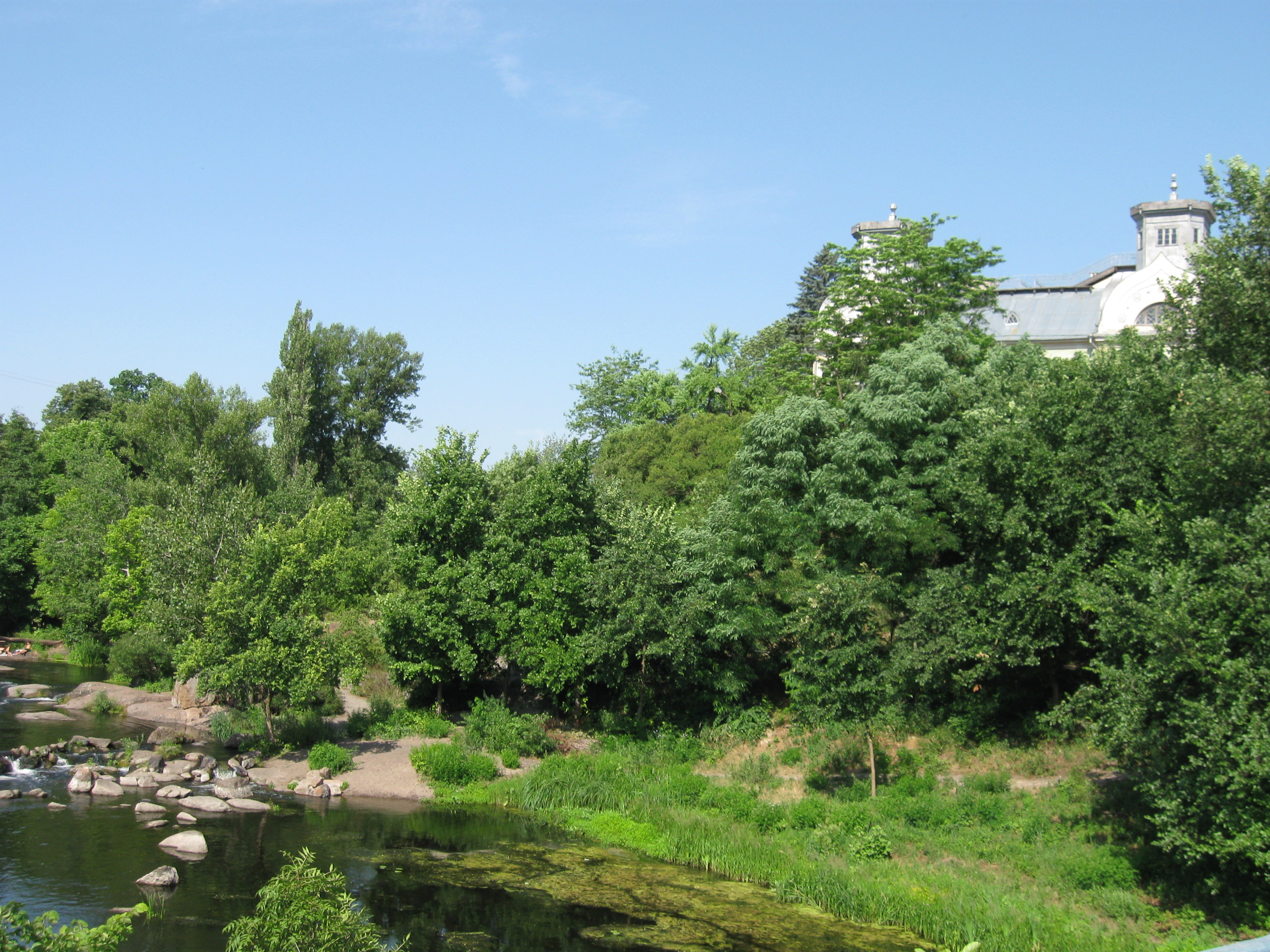
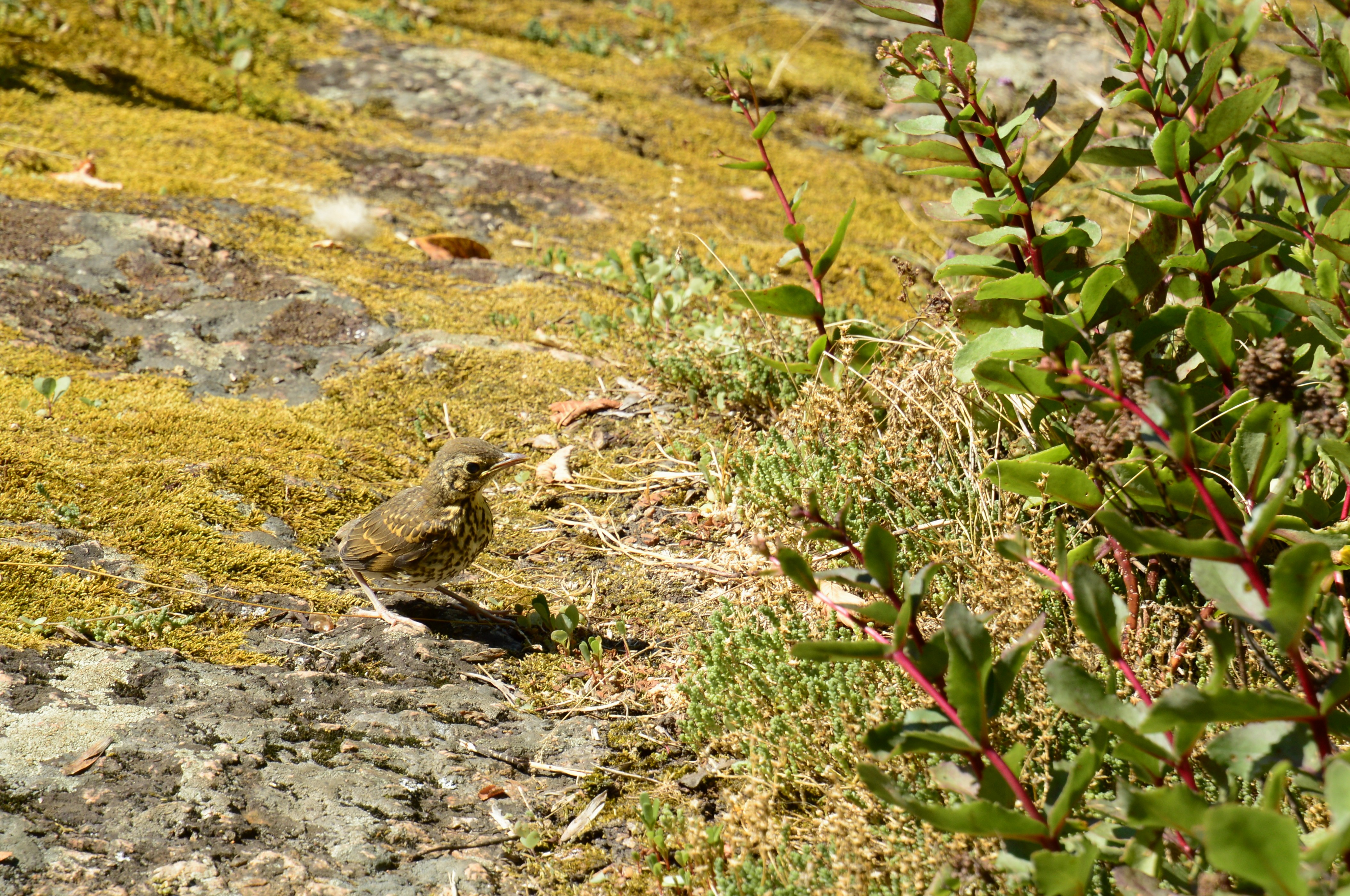
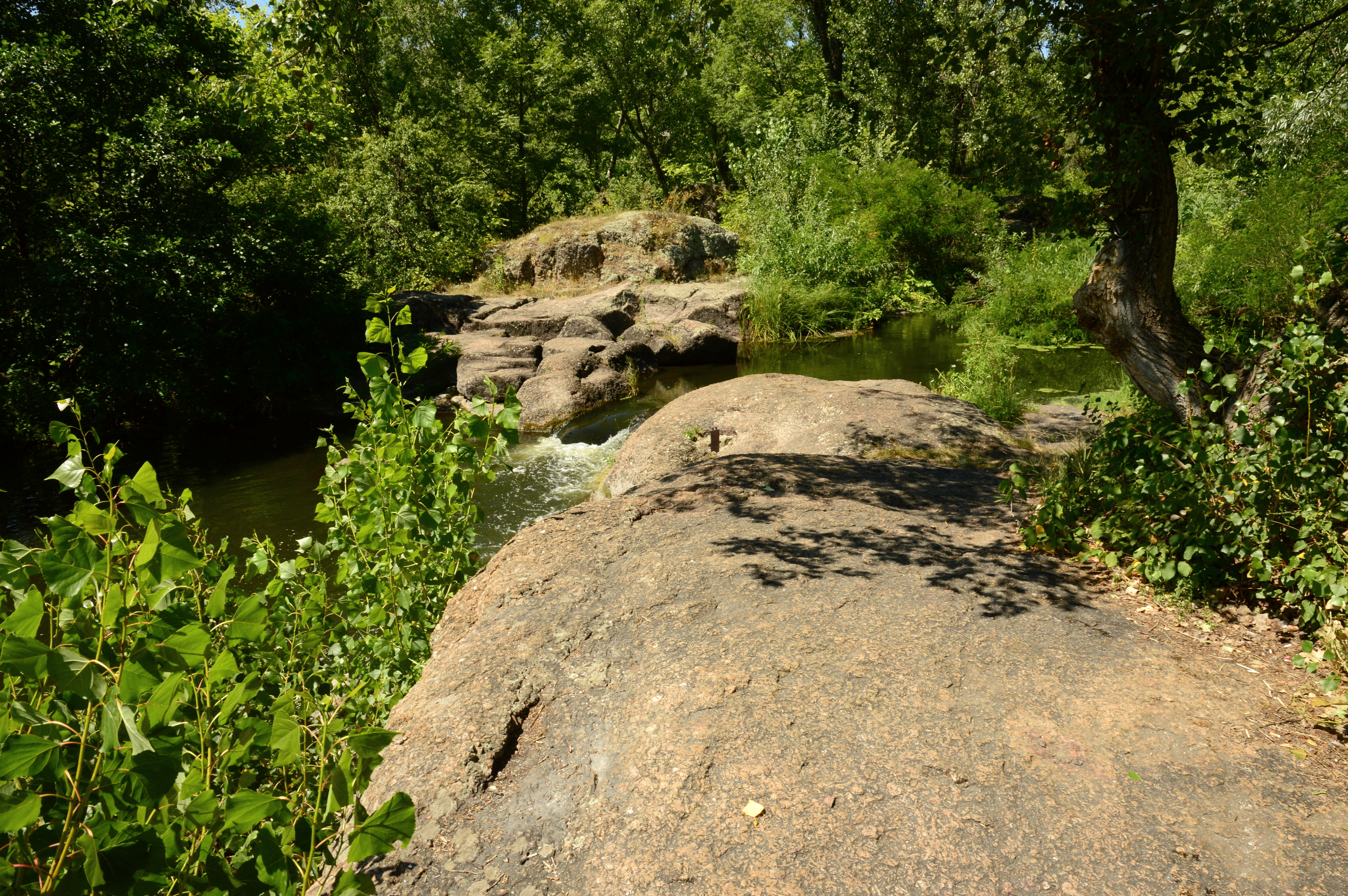
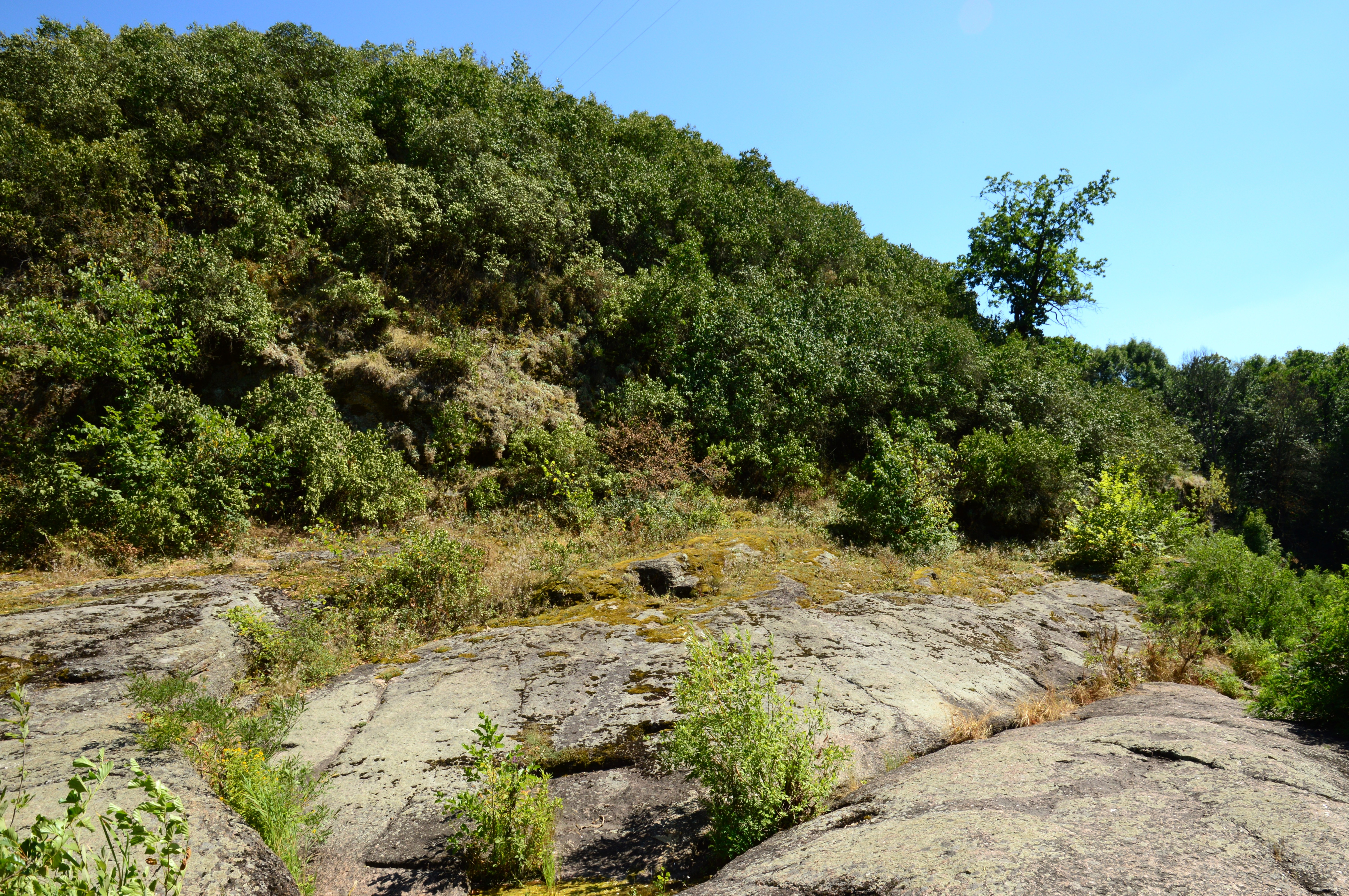
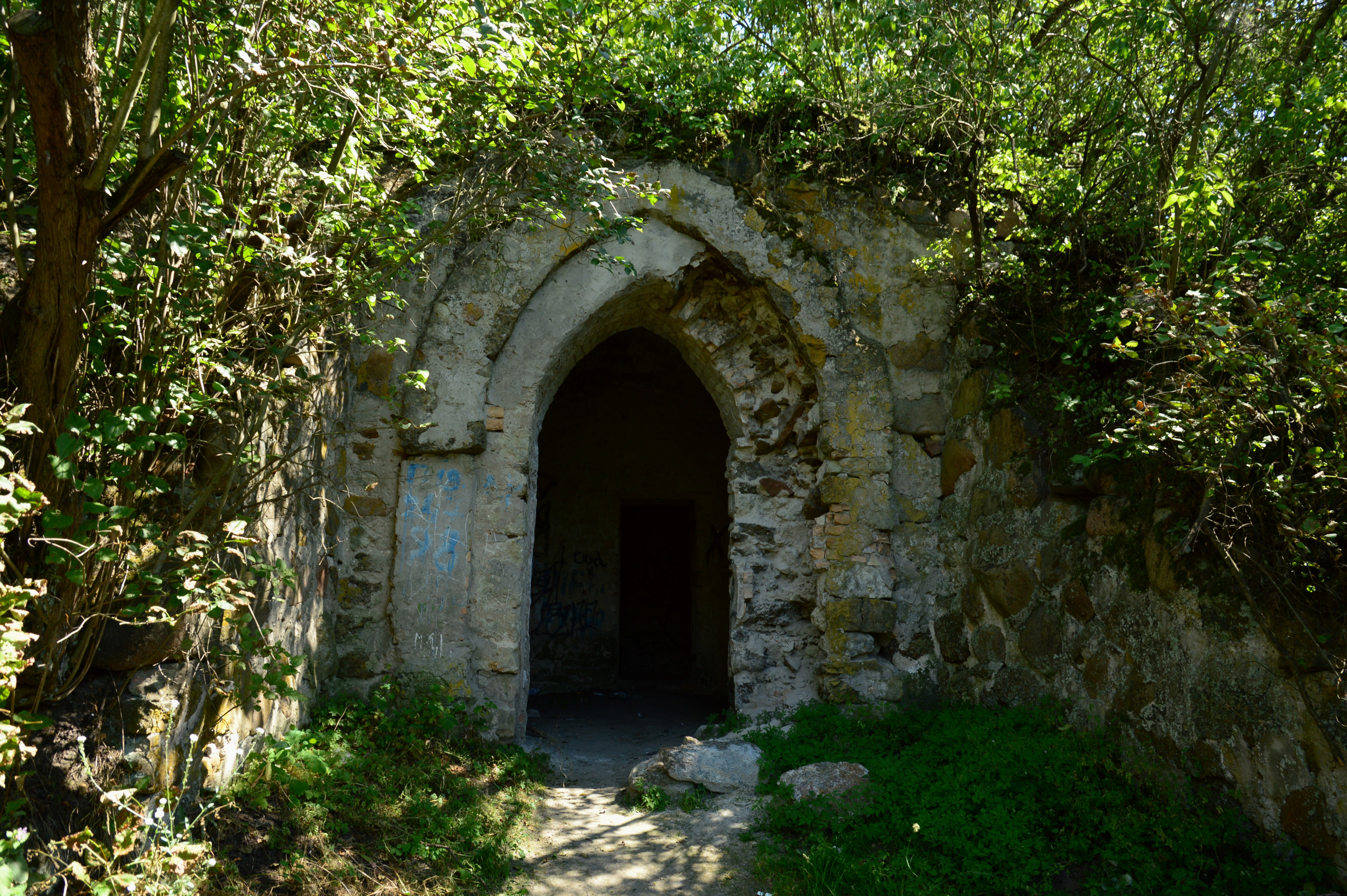
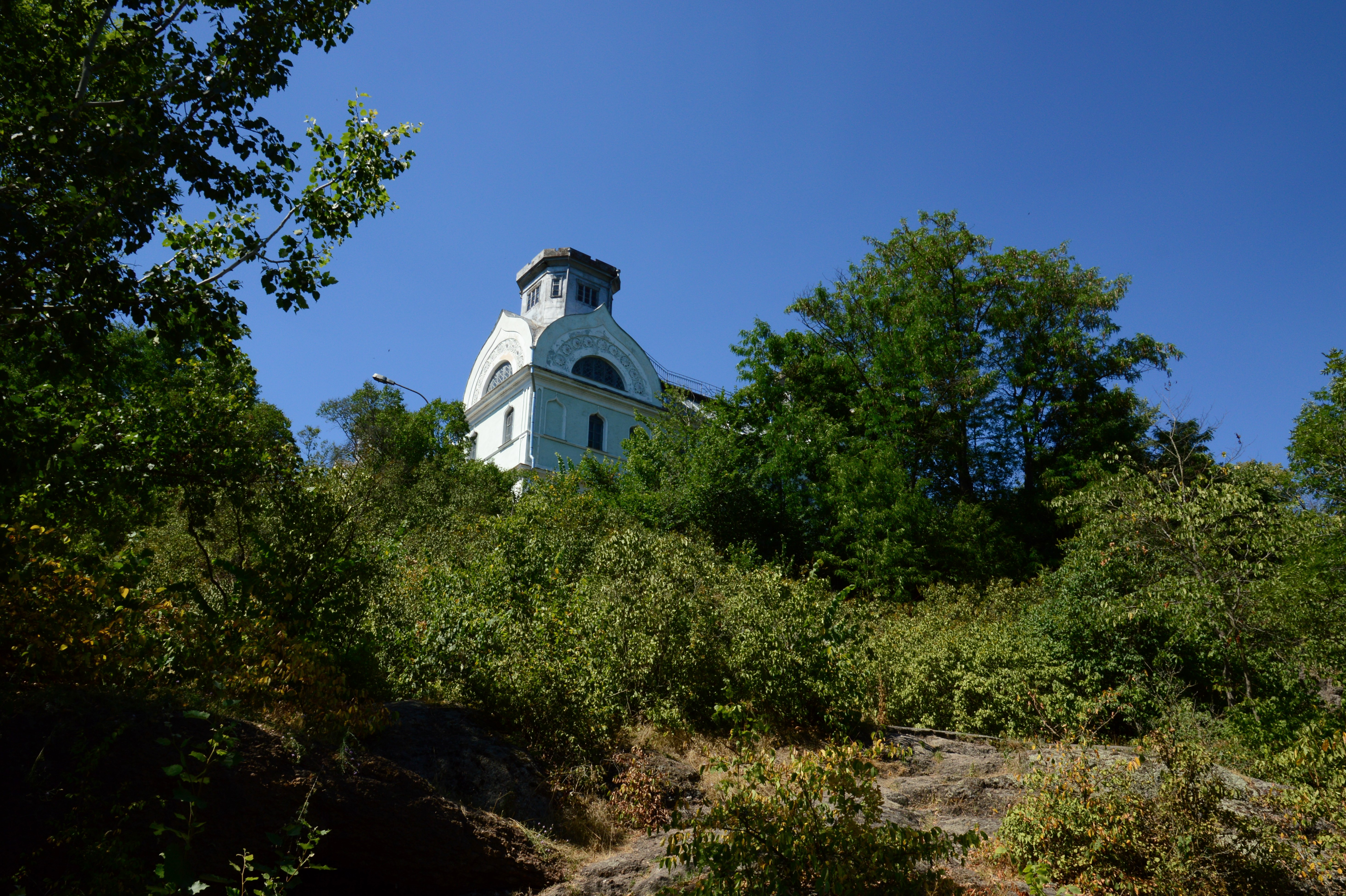
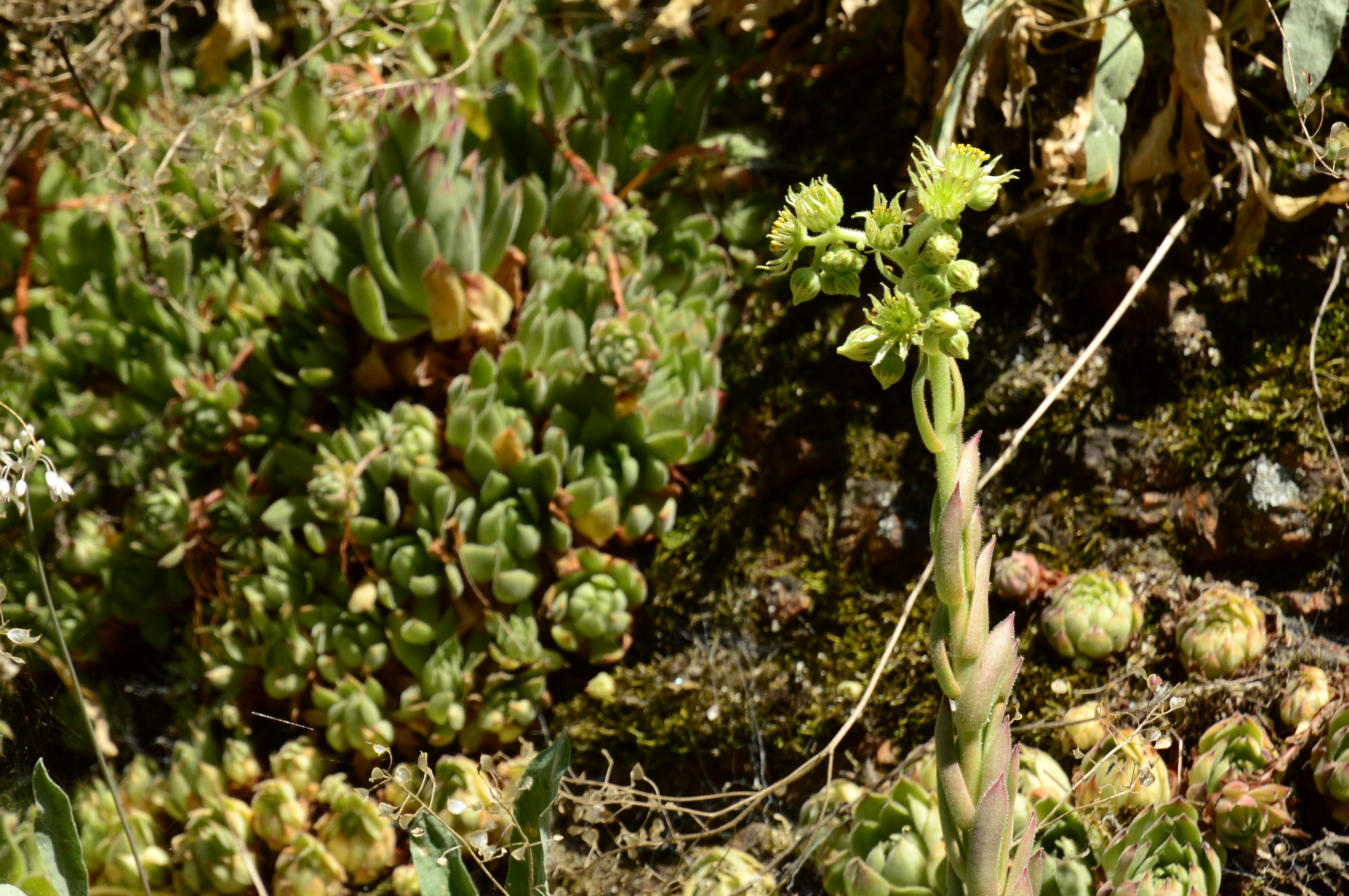
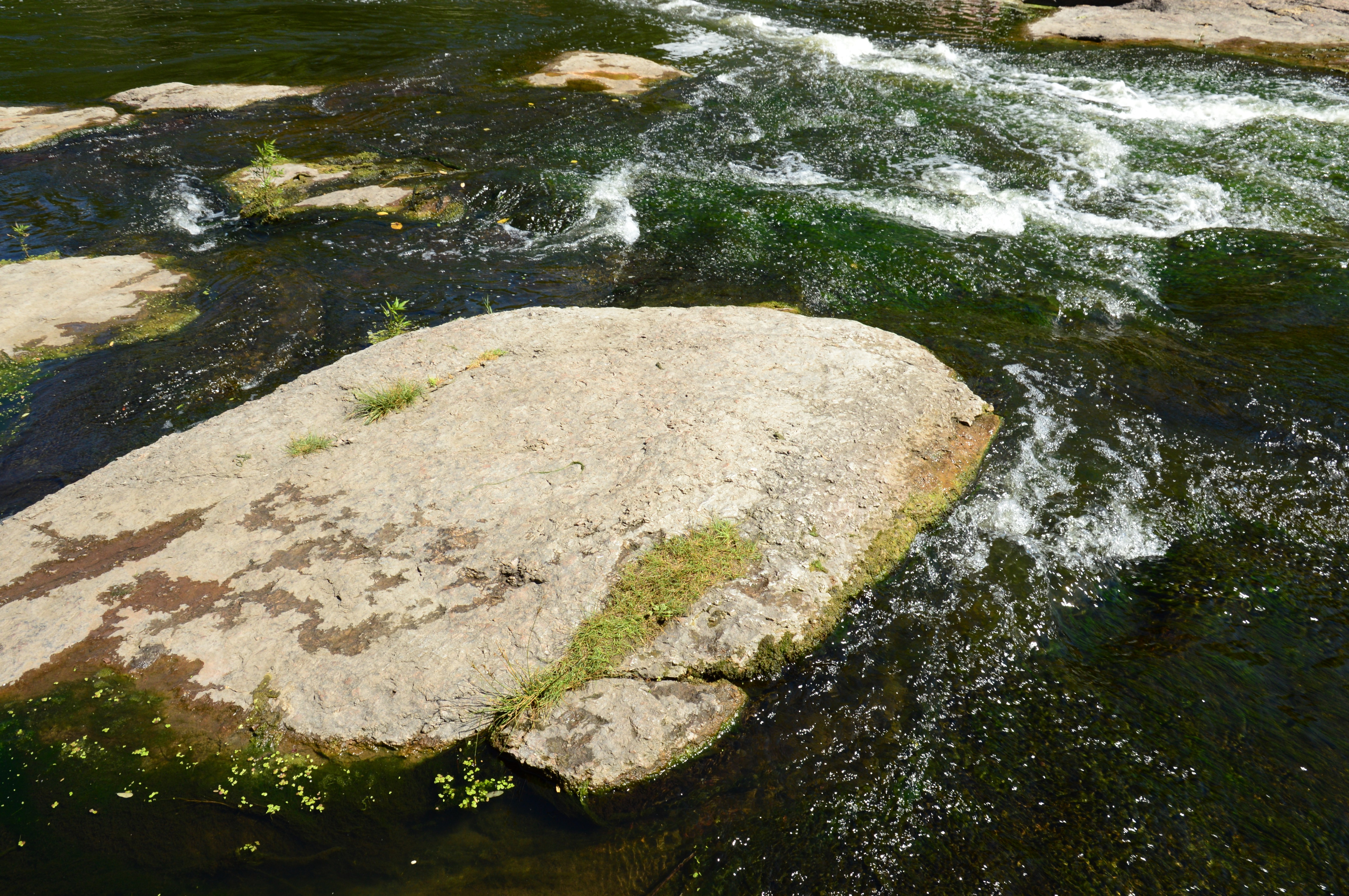
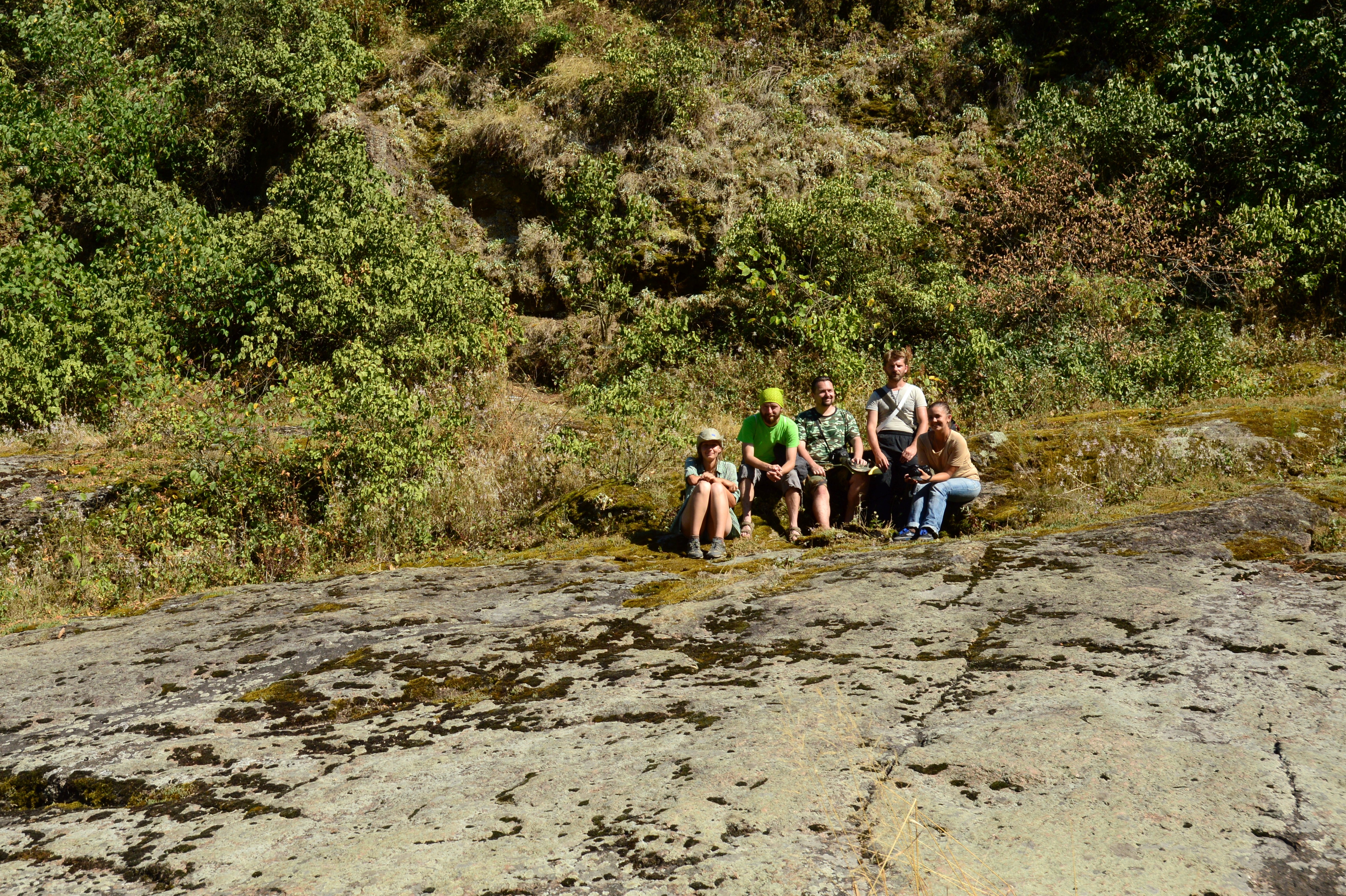
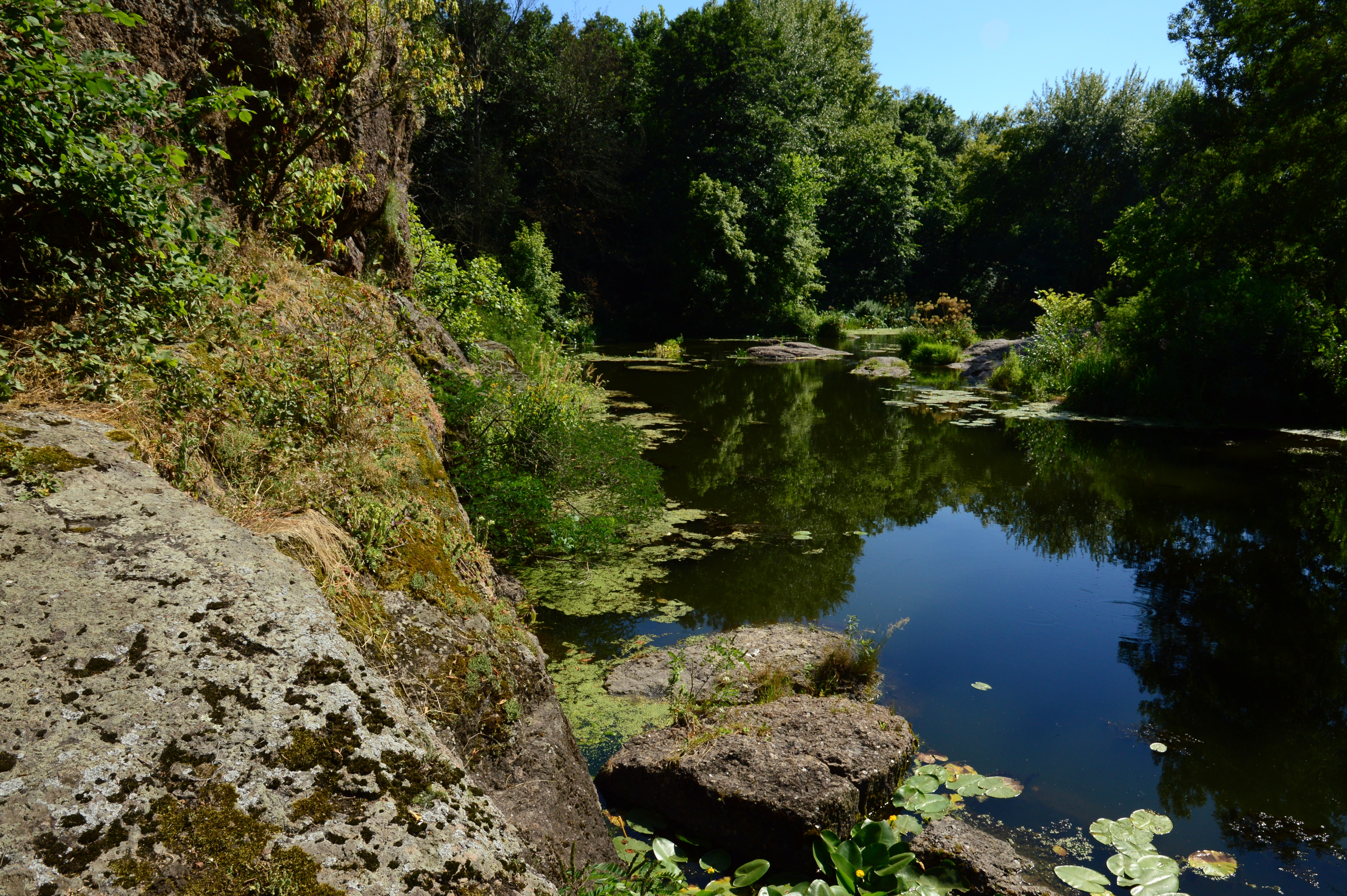
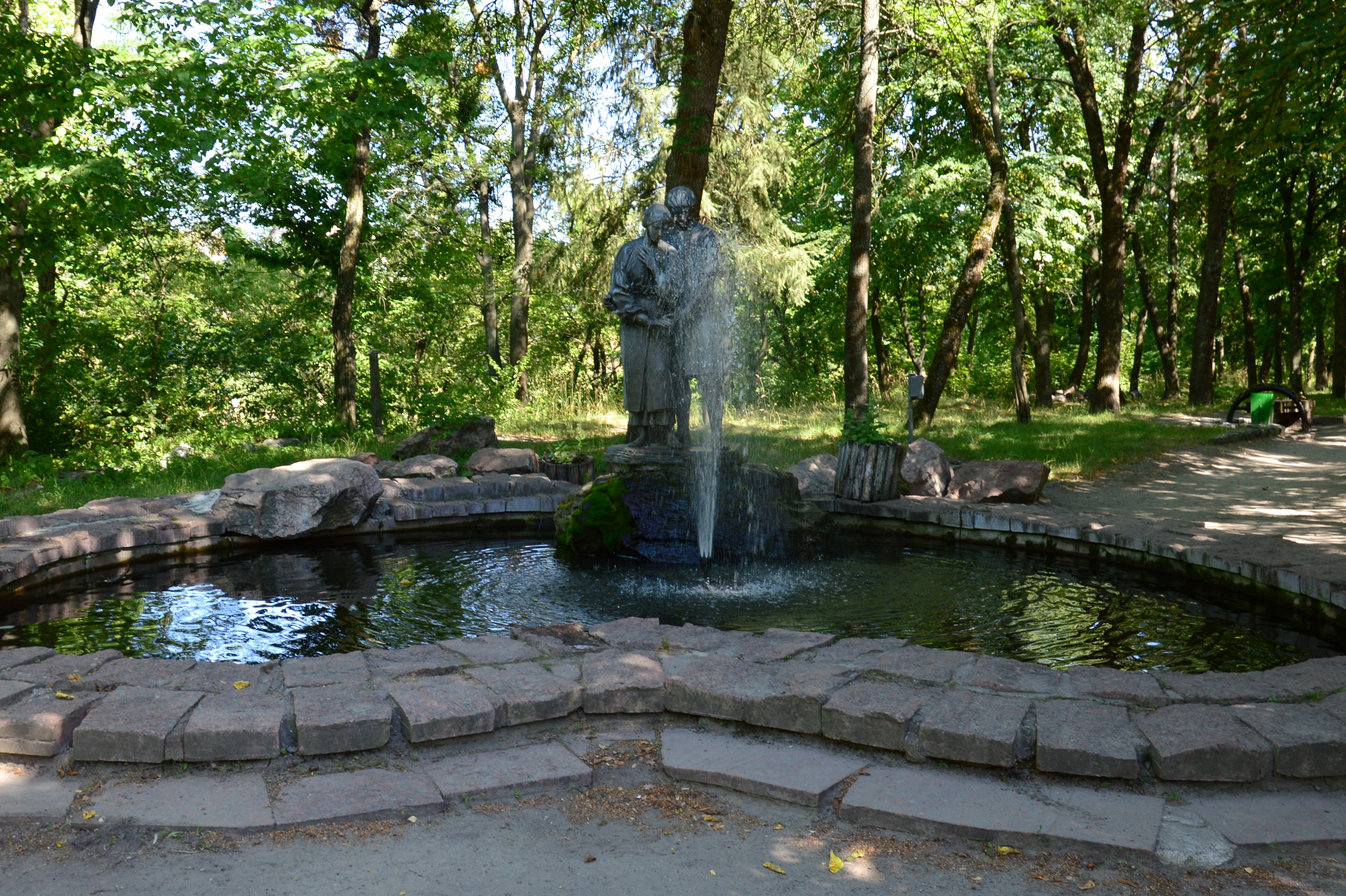
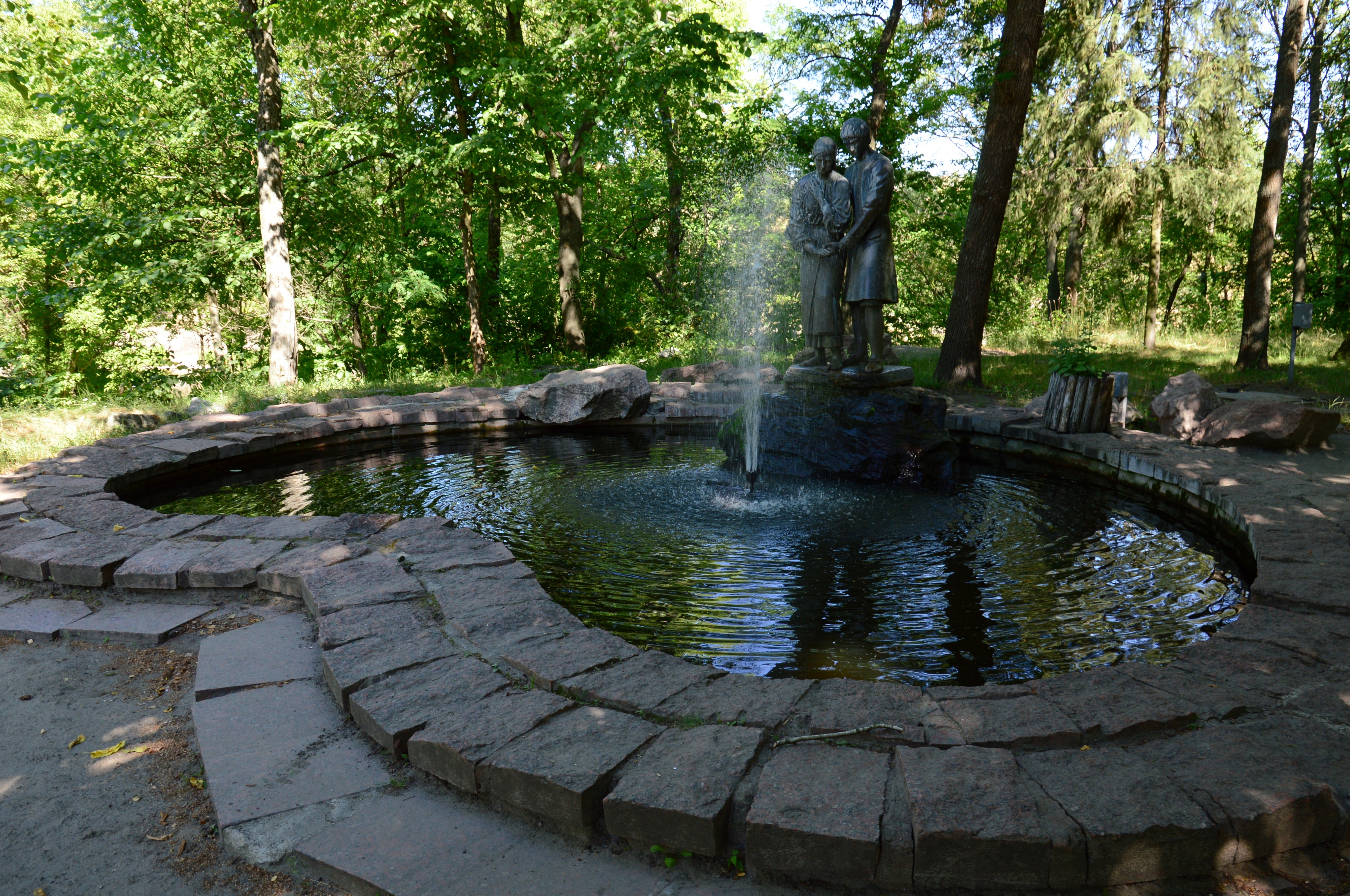
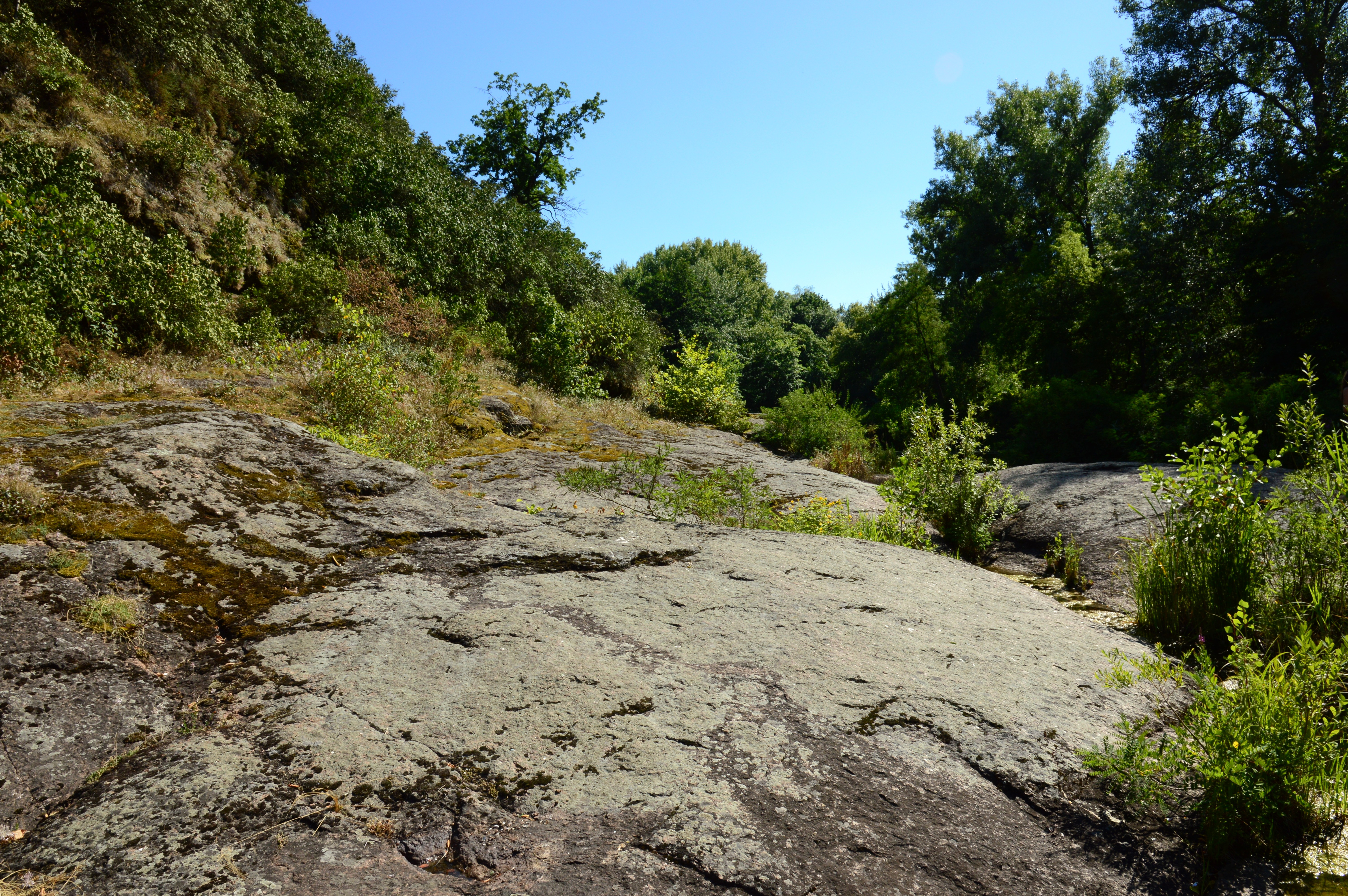
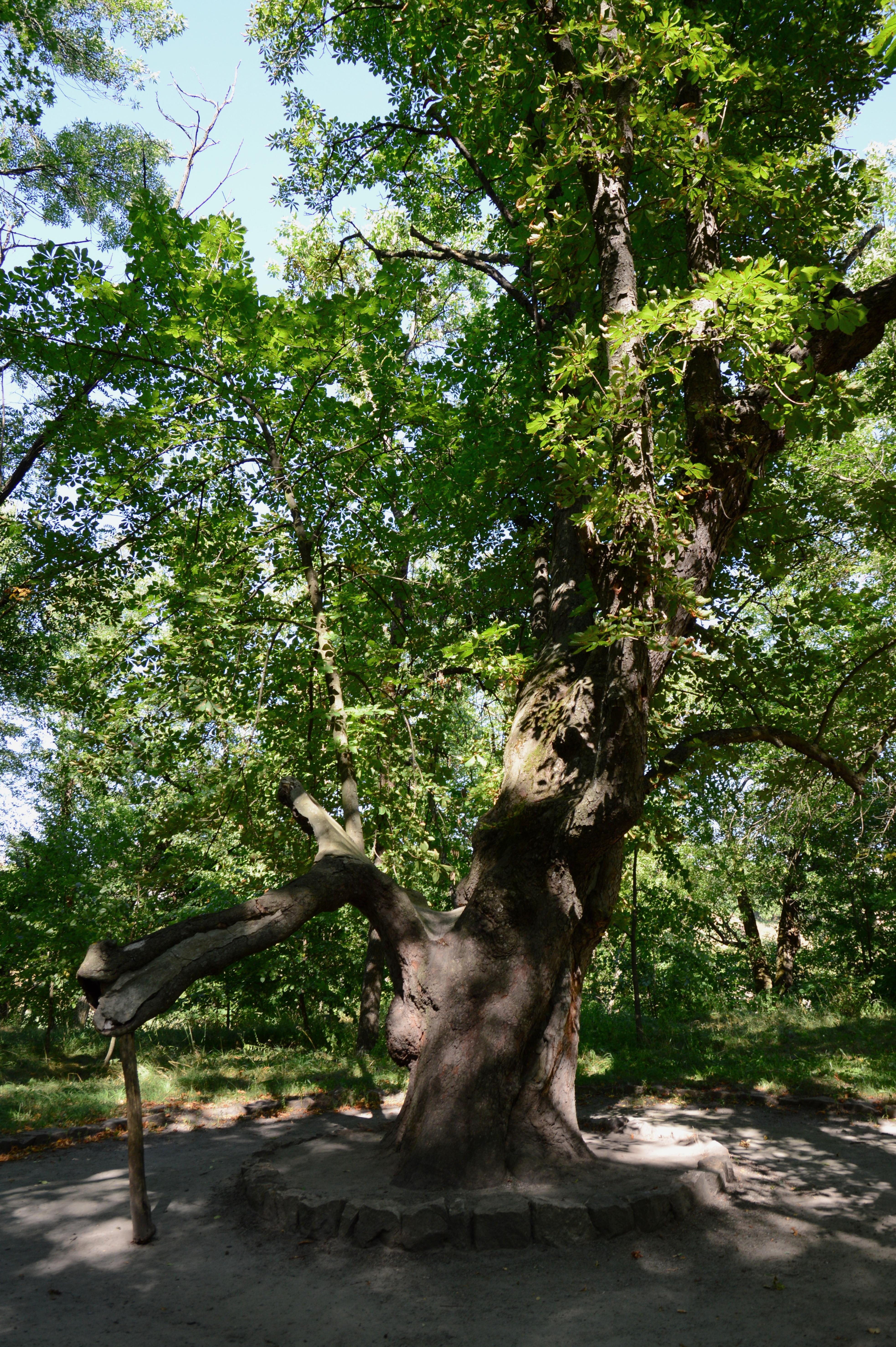
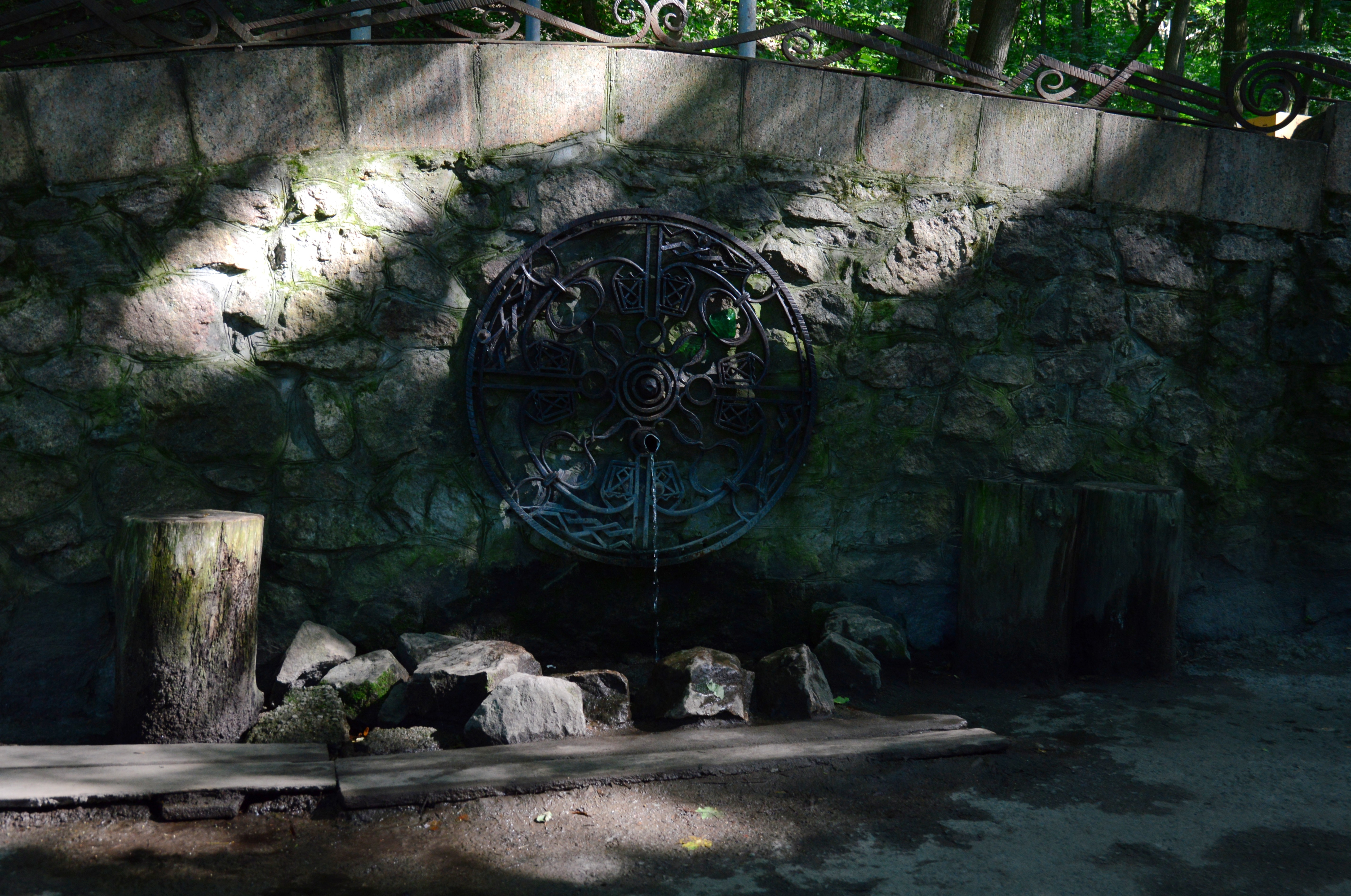
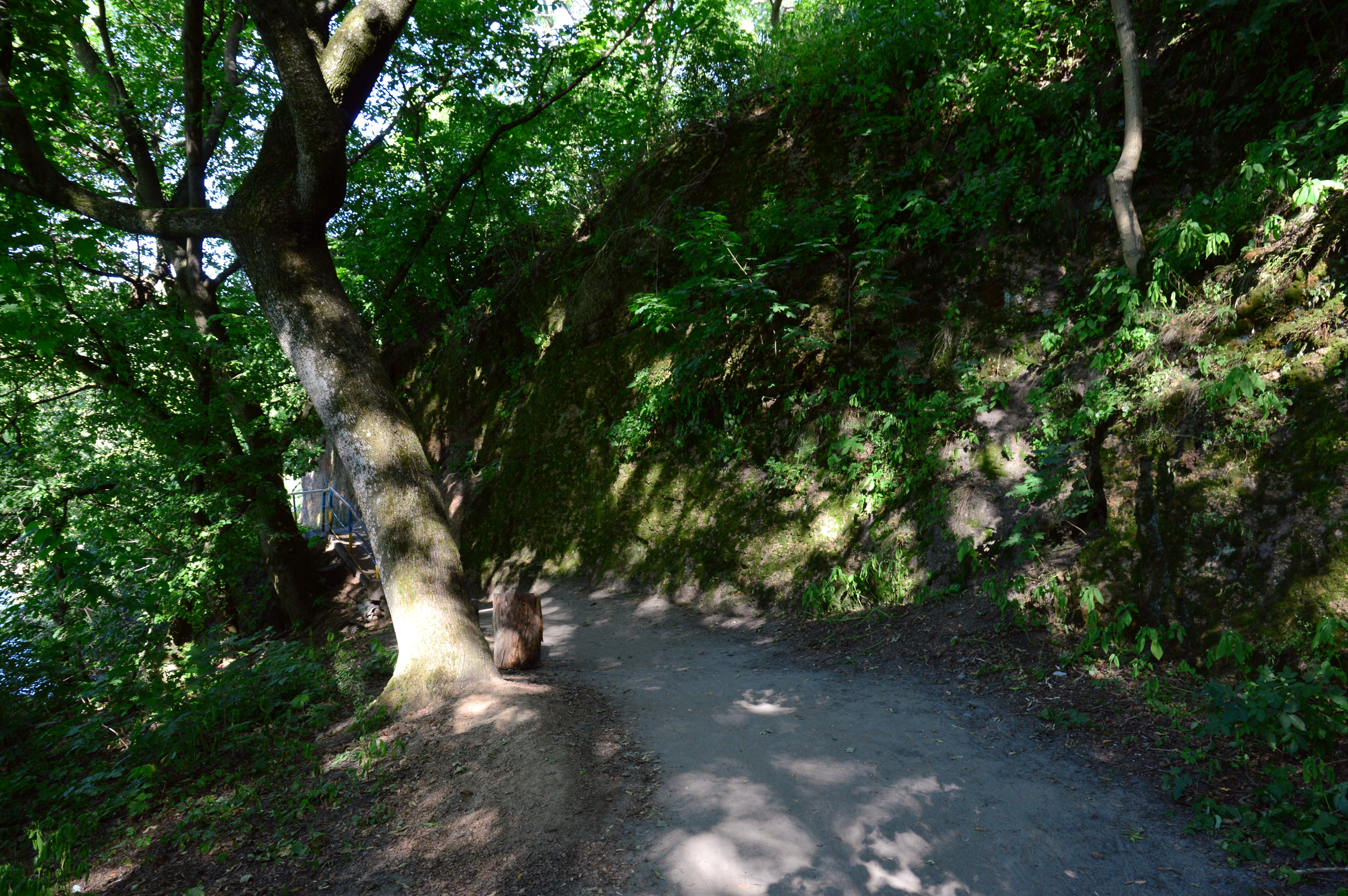
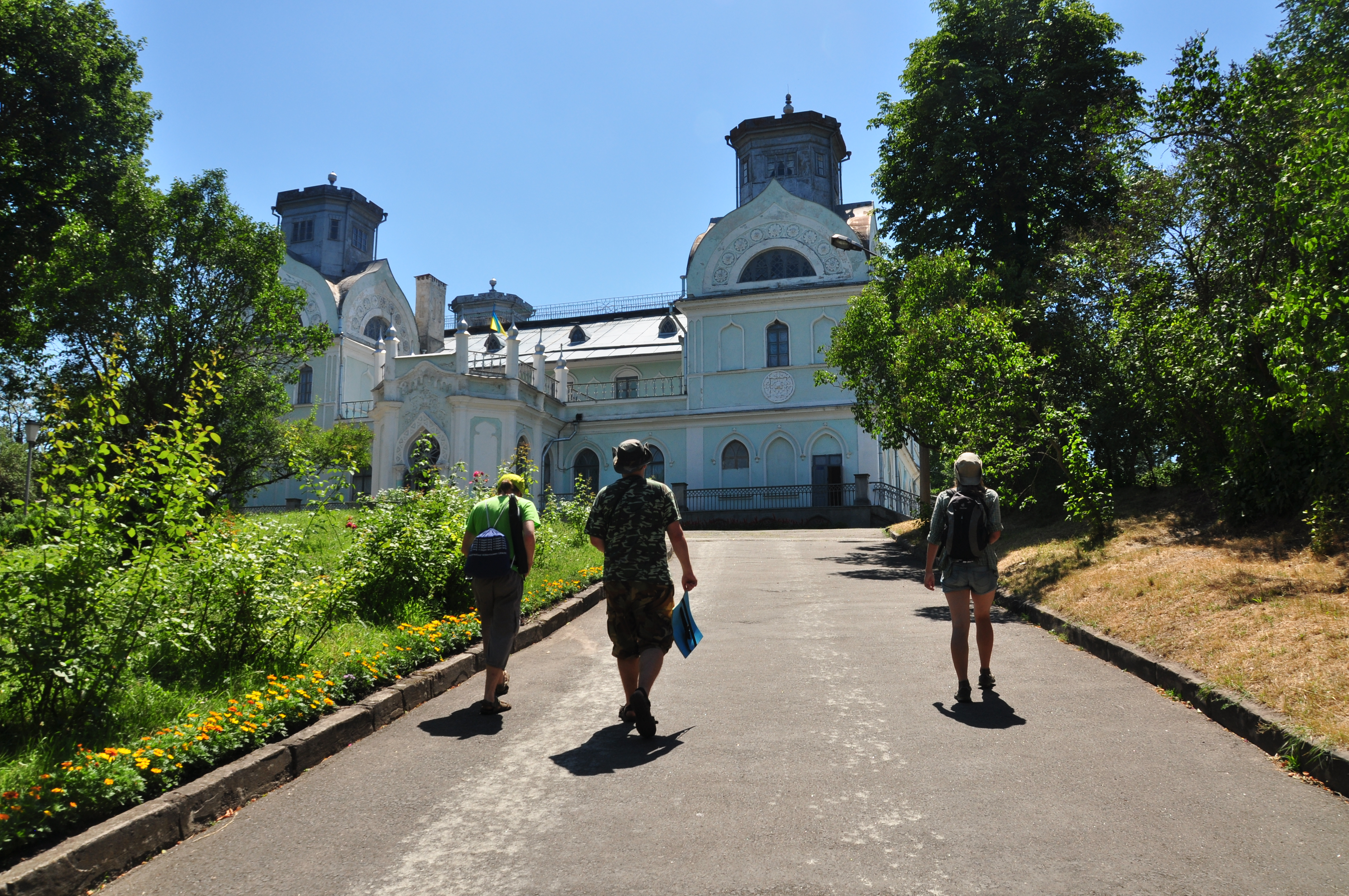
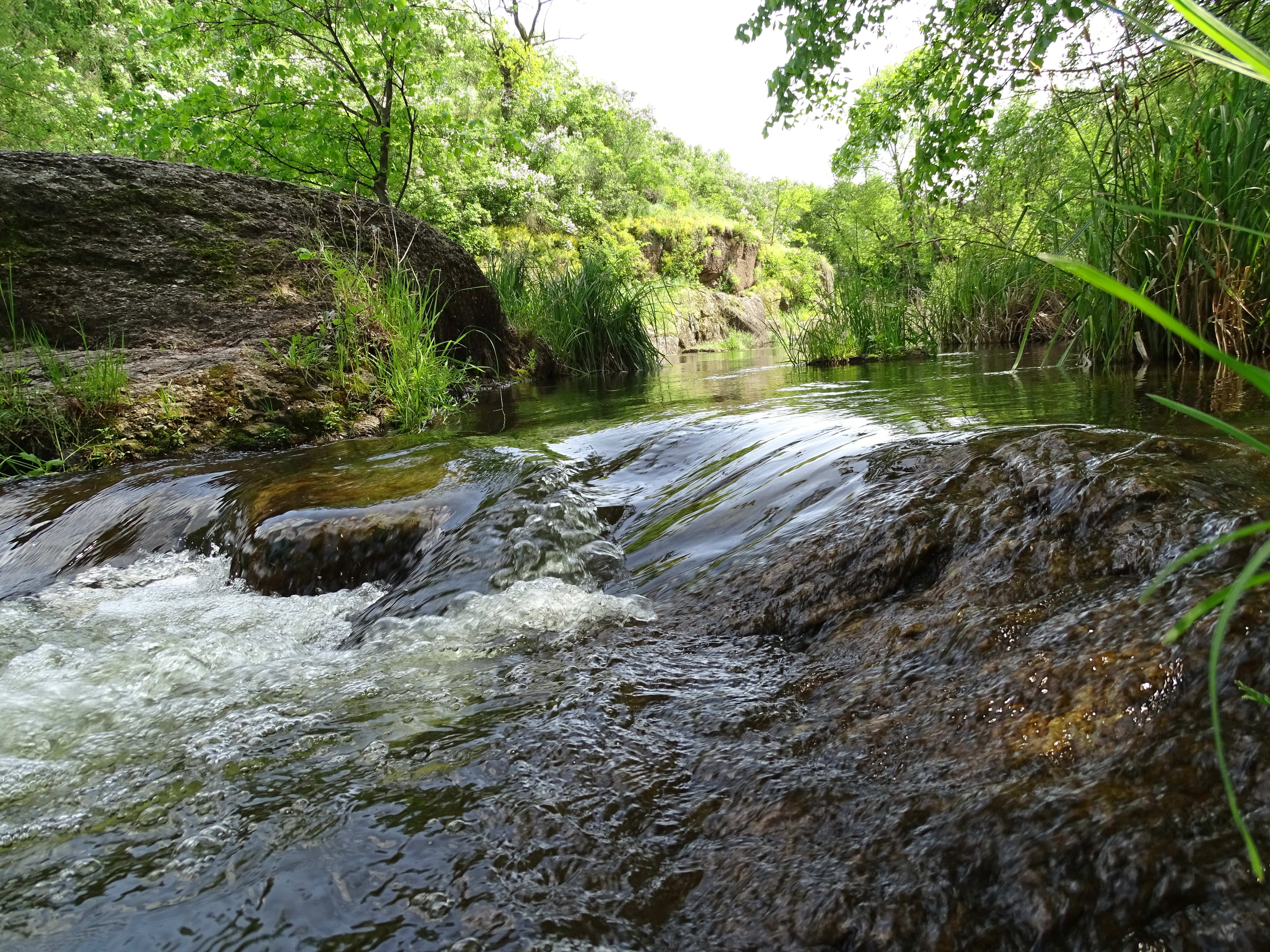
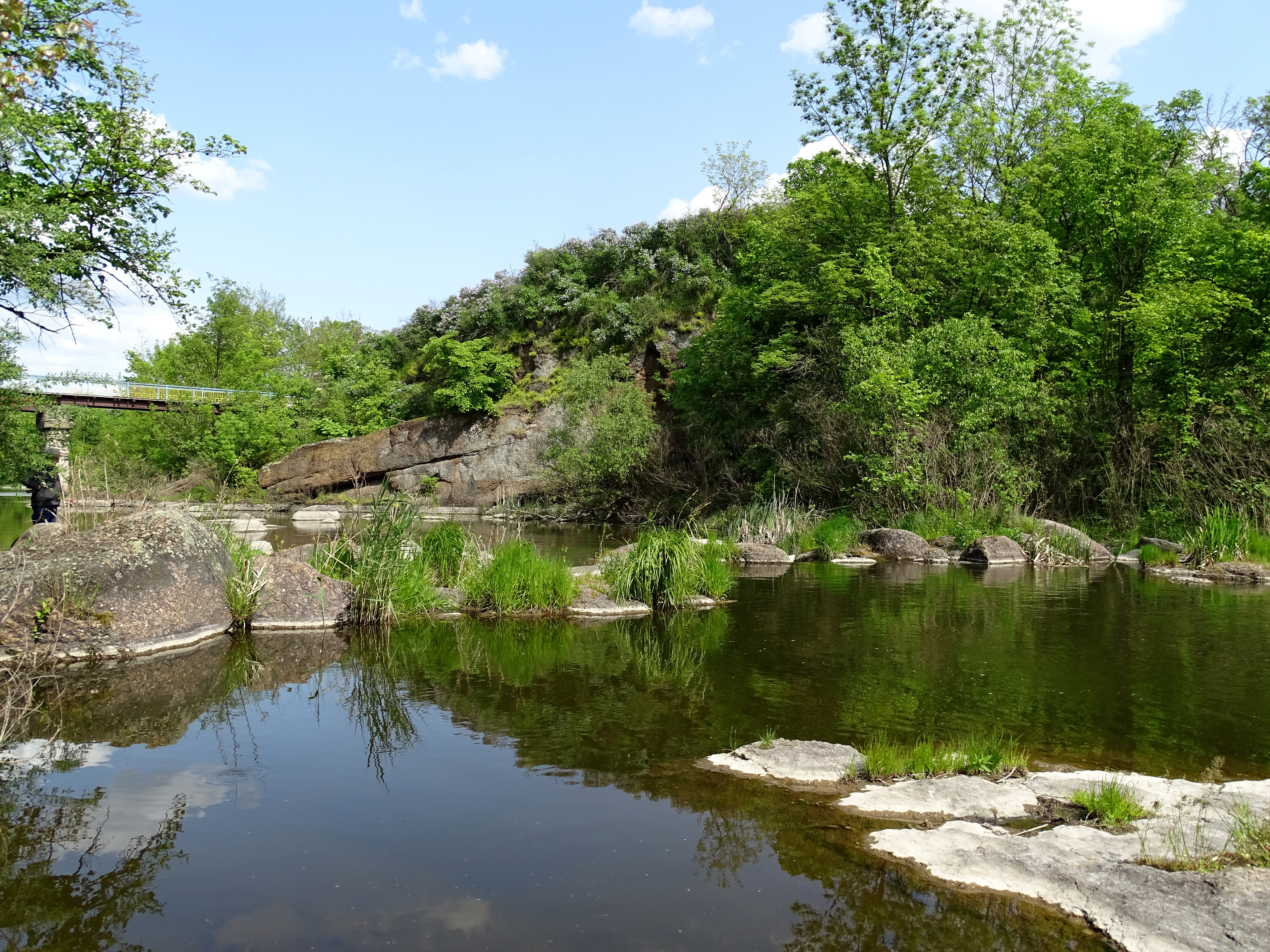
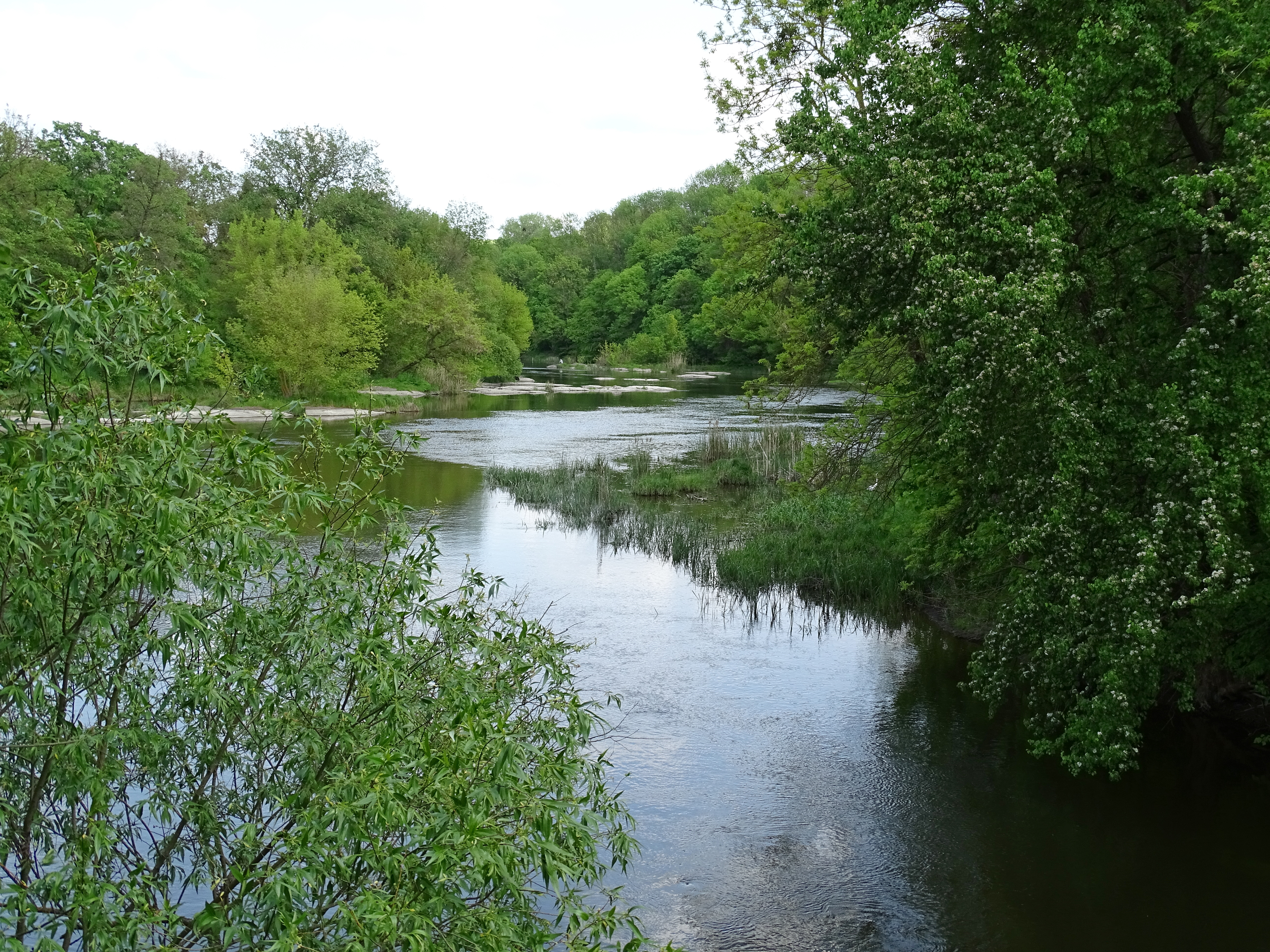